# Knut Brustad
Knut Brustad (ur. 23 lipca 1945 we Froscie) – norweski lekkoatleta, średniodystansowiec.
Zdobył srebrny medal w biegu na 1500 metrów na europejskich igrzyskach halowych w 1969w Belgradzie, przegrywając jedynie z Edgardem Salvé z Belgii, a wyprzedzając Waltera Wilkinsona z Wielkiej Brytanii. Na mistrzostwach Europy w 1969 w Atenach odpadł w eliminacjach biegu na 800 metrów i nie ukończył biegu eliminacyjnego na 1500 metrów. Zajął 8. miejsce w biegu na 1500 metrów na halowych mistrzostwach Europy w 1970 w Wiedniu.
Był mistrzem Norwegii w biegu na 800 metrów w latach 1967–1969, wicemistrzem w tej konkurencji w 1964 i 1966 oraz brązowym medalistą w 1963, a także wicemistrzem w biegu na 1500 metrów w 1968 i 1969.
Jego rekord życiowy w biegu na 800 metrów wynosił 1:48,7 (uzyskany 23 sierpnia 1968 w Oslo), w biegu na 1500 metrów 3:43,1 (ustanowiony 11 sierpnia 1968 w Västerås), a w biegu na milę 4:01,1 (osiągnięty 21 sierpnia 1969 w Oslo).